# Radlin
Radlin – miasto w południowej Polsce, w województwie śląskim, w powiecie wodzisławskim.
Według danych z 31 grudnia 2023 r. miasto miało 16 829 mieszkańców.

## Położenie
Radlin historycznie położony jest na Górnym Śląsku na ziemi wodzisławskiej. Geograficznie leży na Płaskowyżu Rybnickim.
Według danych z 1 stycznia 2010 r. powierzchnia miasta wynosiła 12,53 km². Miasto stanowi 4,37% powierzchni powiatu.

### Struktura powierzchni
Według danych z 2002 r. Radlin miał obszar 12,53 km², w tym: użytki rolne: 63%, użytki leśne: 2%.
„Raport o stanie miasta” z 2018 roku wskazuje, że obszar rolny w Radlinie zajmuje powierzchnię 501 ha, z kolei grunty leśne – 123 ha. Grunty zabudowane i zurbanizowane to 620 ha (w tym m.in.: tereny mieszkaniowe – 293 ha, przemysłowe – 149 ha oraz drogi – 83 ha)
Sąsiednie gminy: Marklowice, Pszów, Rybnik, Rydułtowy, Wodzisław Śląski.

## Części miasta
Współczesny Radlin jest gminą miejską, niepodzieloną na dzielnice (jednostki pomocnicze gminy). W skład miasta wchodzi kilka miejscowości, lub określeń historycznych z których większe są umownie nazywane dzielnicami:
- Biertułtowy – centralna część miasta, graniczy z Redenem, Głożynami i Marcelem,
- Głożyny – rozległa miejscowość, granicząca z Redenem i Biertułtowami,
- Marcel (dawniej Emma) – kolonia przemysłowa między Obszarami a Biertułtowami, od nazwy kopalni,
- Obszary – miejscowość granicząca z Marcelem,
- Reden (również „Rydyna”[6] ) – kolonia przemysłowa Biertułtów, graniczy z Głożynami, od nazwy kopalni[6] .

Oprócz tych nazw na terenie dzisiejszego Radlina funkcjonują również historyczne określenia:
- Babigóra (również jako „Babia Góra Kolonia”[7]) wzniesienie pomiędzy Redenem a podnóża kopalni „Hoym” (dziś Zabytkowa Kopalnia „Ignacy” w Rybniku), rejon ul. Sokolskiej[6] .
- Bottrop – część kolonii Emma (Marcel), nieistniejąca[8],
- Dołki (również jako „Dołki Kolonia”[7]) – część Redenu[6] ,
- Emerżona – część Głożyn przy granicy z Pszowem. Miejsce połaci macierzanki, zwanej w lokalnym etnolekcie „ermeżoną” (stąd nazwa). Kiedyś miejsce pikników[6] .
- Frajgut – teren przy ul. Rydułtowskiej, zabudowany w latach 50 XX wieku[6] .
- Grubskie Brzegi – teren przylegający do tzw. „Versuch Kohlengrube” (próbnej kopalni) na gruntach majątku folwarku biertułtowskiego. Rejon ul. Hallera i ul. Rydułtowskiej[6] .
- Jasienicz – teren pomiędzy Biertułtowami a Głożynami (współcześnie rejon ul. Spacerowej i ul. Matejki w Radlinie)[6]
- Marianka – część Kolonii Emma w Radlinie, tzw. druga kolonia, czyli budynki przeznaczone dla robotników kopalnianych, dziś rejon ul. Mielęckiego[6]
- Magierowy Las – leśny obszar znajdujący się naprzeciw Kościoła na Głożynach. Nazwa pochodzi od pierwszego właściciela, Ignacego Magiery[6] .
- Myto – miejsce skrzyżowania ul. Rybnickiej i ul. Korfantego. Historyczna granica państw stanowych: wodzisławskiego i rybnickiego. Od budynku pobierania myta wzięła się zwyczajowa nazwa miejsca[6] .
- Sauerowiec – rejon kąpieliska nieopodal granicy Radlina z Wodzisławiem Śląskim. Nazwa od nazwiska właściciela (Sauer)[6] .
- „Sadzonki” – teren dziejszego osiedla przy ul. Sienkiewicza w Biertułtowach obok cmentarza. W latach 50 X wieku zlikwidowano istniejące w tym miejscu ogródki działkowe (stąd nazwa)[6]
- Szluchta – (niem. schlucht – wąwóz) niegdysiejsze ślepo zakończone torowisko wewnątrz Kolonii Emma w Radlinie, służące do rozładunku węgla lub produktów spożywczych. Obecnie plac zabaw i kompleks sportowy na styku ul. Mielęckiego i ul. Wieczorka[6] [9].
- Tropiciel – nazwa stosowana na przełomie XIX i XX wieku, dla określenia rejonu szybu kopalni „Biertułtowy” (zgłoszona w Wyższym Urzędzie Górniczym w Brzegu[6]  w 1838). Nazwa od śląskiego „tropić”, czyli „zamartwiać”, „męczyć się”, odnosząca się do słabo wietrzonych pokładów kopalni i ręcznych kołowrotów[6] .
- Wypędów (niem. Vipendow)– kolonia Biertułtów (ul. Wypandów i okolica). Teren występujący na mapach już w XVIII wieku obejmujący obszar wokół cieku Niedobczyckiego. Miejsce ujęcia wody źródlanej. Obecnie miejsce gdzie znajduje się tężnia w Radlinie[6] .

## Demografia
Dane z 31 grudnia 2007 r.:
| Opis                              | Ogółem | Ogółem | Kobiety | Kobiety | Mężczyźni | Mężczyźni |
| --------------------------------- | ------ | ------ | ------- | ------- | --------- | --------- |
| Jednostka                         | osób   | %      | osób    | %       | osób      | %         |
| Populacja                         | 17 711 | 100    | 9159    | 51,7    | 8552      | 48,3      |
| Gęstość zaludnienia [mieszk./km²] | 1413,5 | 1413,5 | 731,0   | 731,0   | 682,5     | 682,5     |

Co daje miastu 2297 lokatę pod względem powierzchni i 385 lokatę pod względem liczby ludności w skali kraju.
Według danych z roku 2002 średni miesięczny dochód na mieszkańca wynosił 1251,81 zł.
Piramida wieku mieszkańców Radlina w 2014 r.:

## Historia
Historyczne początki
Nazwy "Radlin" i "Biertułtowy" (centrum dzisiejszego Radlina) pojawiają się w Liber fundationis Episcopatus Vratislavienis,. Nazwy te pojawiają się także w Codex diplomaticus Silesiae.  W XVI w. tereny dzisiejszego Radlina wchodziły w skład  Wodzisławskiego Państwa Stanowego.

Radlin rozwijał się dość wolno. W 1783 r. Mieszkało w nim 51 rolników, 13 ogrodników i liczył tylko 279 mieszkańców. Radlin Dolny długo należał do dóbr rycerskich, a w 1804 r. Przeszedł w ręce właścicieli Wodzisławia, gdyż hrabia wodzisławski zakupił cały Radlin Dolny i część Górnego tzw. Szonowiec. Dłuższą notkę o tej miejscowości spotykamy w dokumentach pochodzących z końca XIX w., dokładniej mówiąc w zapiskach wodzisławskiego kronikarza Franza Henke, który podaje, że Radlin jest jedną z największych wsi powiatu rybnickiego i składa się z Radlina Górnego i Dolnego oraz z Obszar. Henke podaje, że w Radlinie Górnym było 51 gospodarstw rolnych, zaś w wyniku parcelacji liczba ich wzrosła do 70, ale ich powierzchnia użytkowa poważnie się zmniejszyła. Poza tym było tu 89 chałupników, 2 wodne młyny, 183 domy zamieszkane przez 2190 mieszkańców, w tym 11 ewangelików i 2 żydów. Resztę stanowili katolicy. Same obszary liczyły 107 mieszkańców, w tym 8 ewangelików. Każda dzielnica miała swą własną pieczęć z herbem. I tak Radlin Górny pieczętował się sercem, z którego wychodziły 2 kwiaty, Radlin Dolny mężczyzną toczącym przed sobą koło od wozu, zaś Obszary skrzyżowanymi grabiami, kosą i cepem .

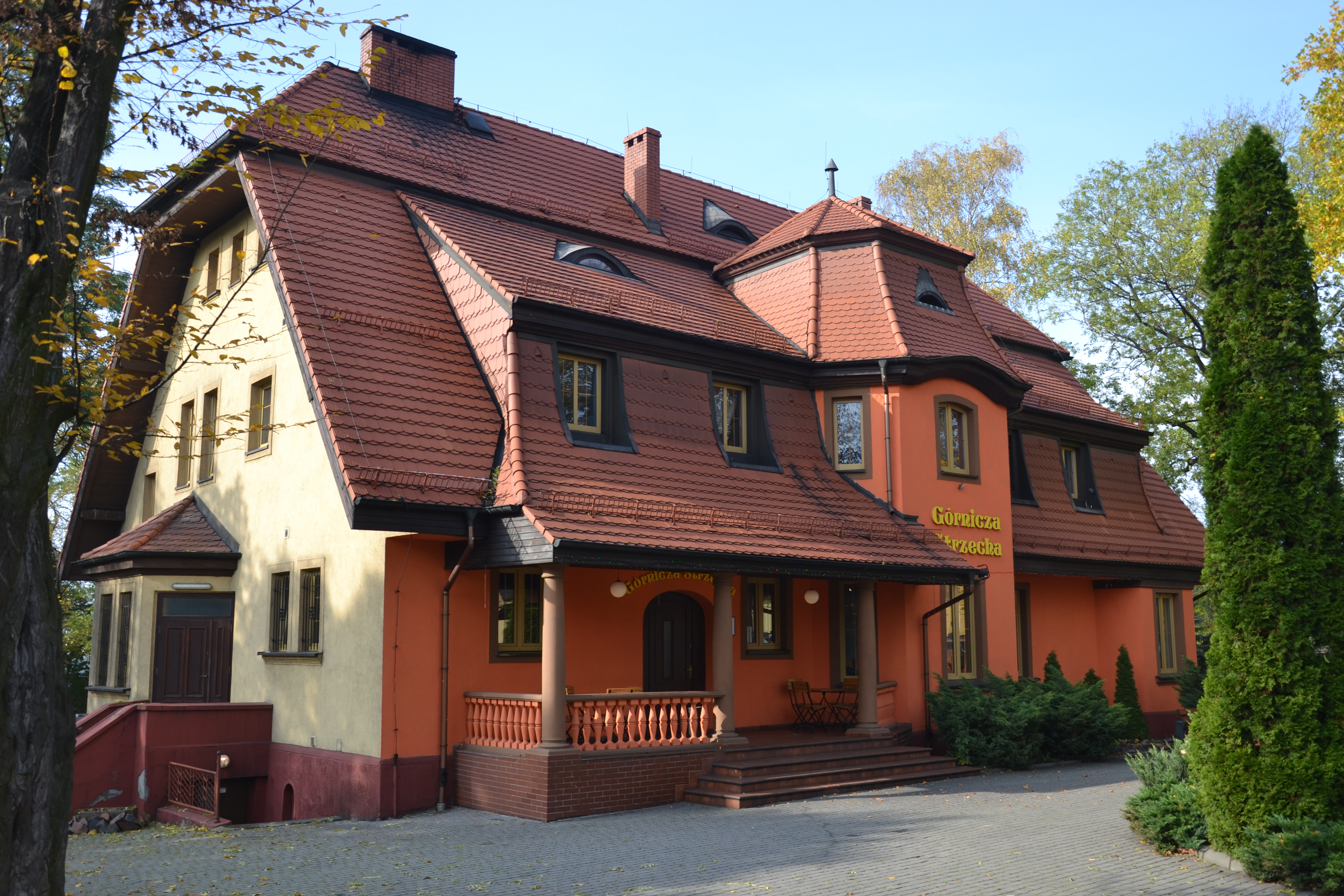
Willa Rudolfa Wachsmanna, dyrektora kopalni „Emma” w Radlinie, projektu Williama Müllera

Główne centrum życia mieściło się w Radlinie Dolnym (obecnie tzw. Radlin II), tu znajdowała się szkoła podstawowa i kościół – filia parafii Wodzisław, gdzie proboszczem był ks. Reszka. Do 1870 r. nie było na tych terenach obowiązku uczęszczania do szkoły. Zainteresowani mieszkańcy, np. z Obszar, wysyłali swe dzieci do szkoły mieszczącej się w Radlinie Dolnym.

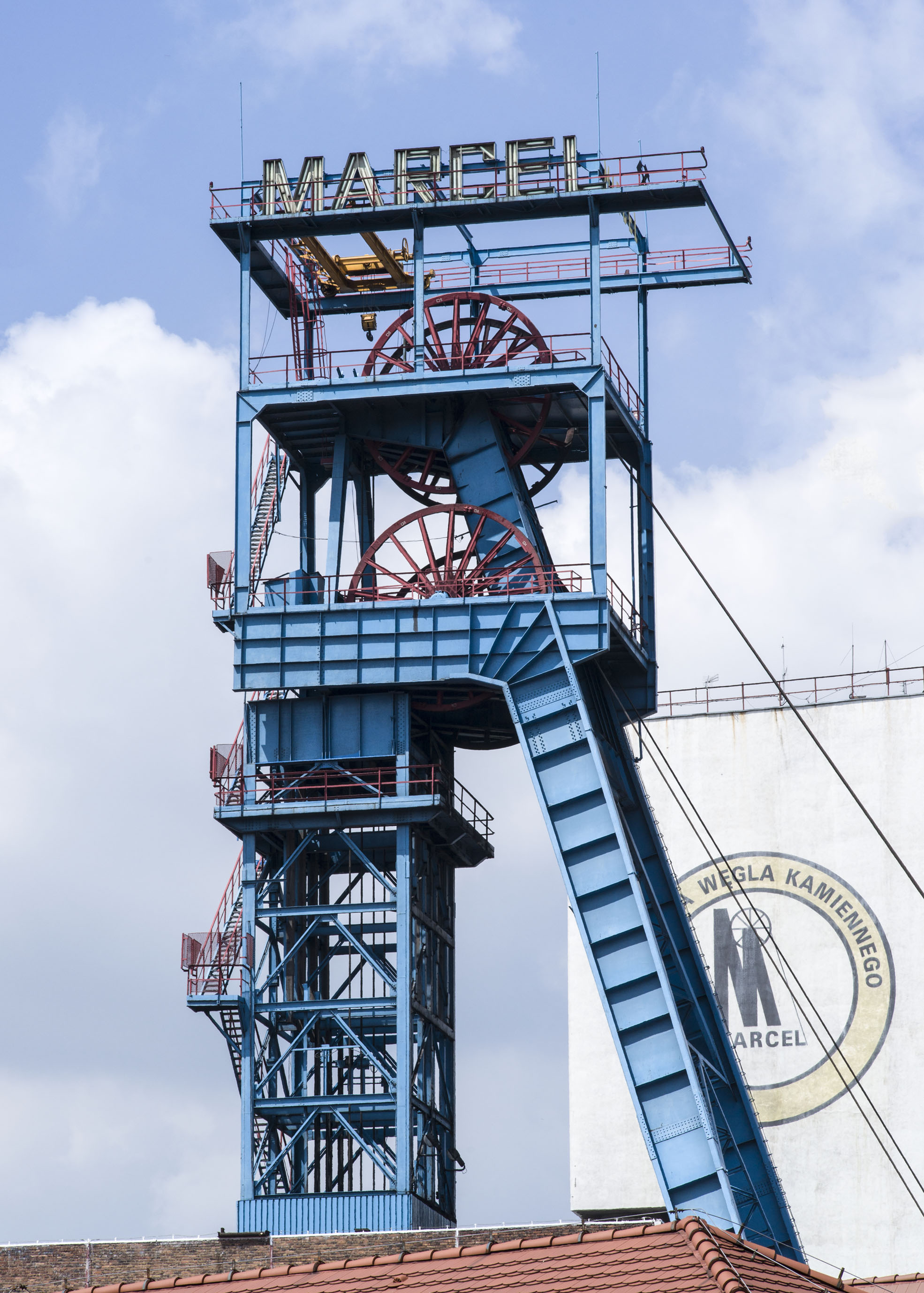
Szyb Kopalni Węgla Kamiennego Marcel

Industrializacja i rozwój urbanistyczny
Wraz z rozwojem przemysłu (głównie kompleksu kopalnianego w skład którego wchodziła kopalnia Emma, dzisiejsza KWK Marcel, elektrociepłownia oraz koksownia, dzisiejsza Koksownia Radlin). Zakłady te wchodziły w skład Rybnickiego Gwarectwa Węglowego, którego siedziba w 1907 roku zostaje przeniesiona z Berlina do centrum Radlina (Biertułtów). Intensywnie rozbudowane zostały Obszary oraz Biertułtowy, będące dzielnicami Radlina. Na terenach przykopalnianych na przełomie XIX i XX w. powstało modernistyczne osiedle-ogród zwane „Kolonią Emma”. Przy pracach nad osiedlem uczestniczyli słynni niemieccy architekci wczesnego modernizmu, m.in. William Müller, czy później Hans Poelzig. Układ urbanistyczny osiedla w większości zachował się do dziś w niezmienionej formie. W latach 70. wyburzona została jedynie północna część osiedla, zwana „Bottropem”.
Po I wojnie światowej
Pod koniec 1918 roku władzę w miejscowości obejmuje czysto polska Rada Robotnicza. Władze w Berlinie niepokoją się, że będzie to prowadziło do utworzenia polskiej Republiki Radlińskiej. Władze robotnicze Radlina współpracują jednak z działaczami niemieckimi komunistycznego Związku Spartakusa
II wojna światowa

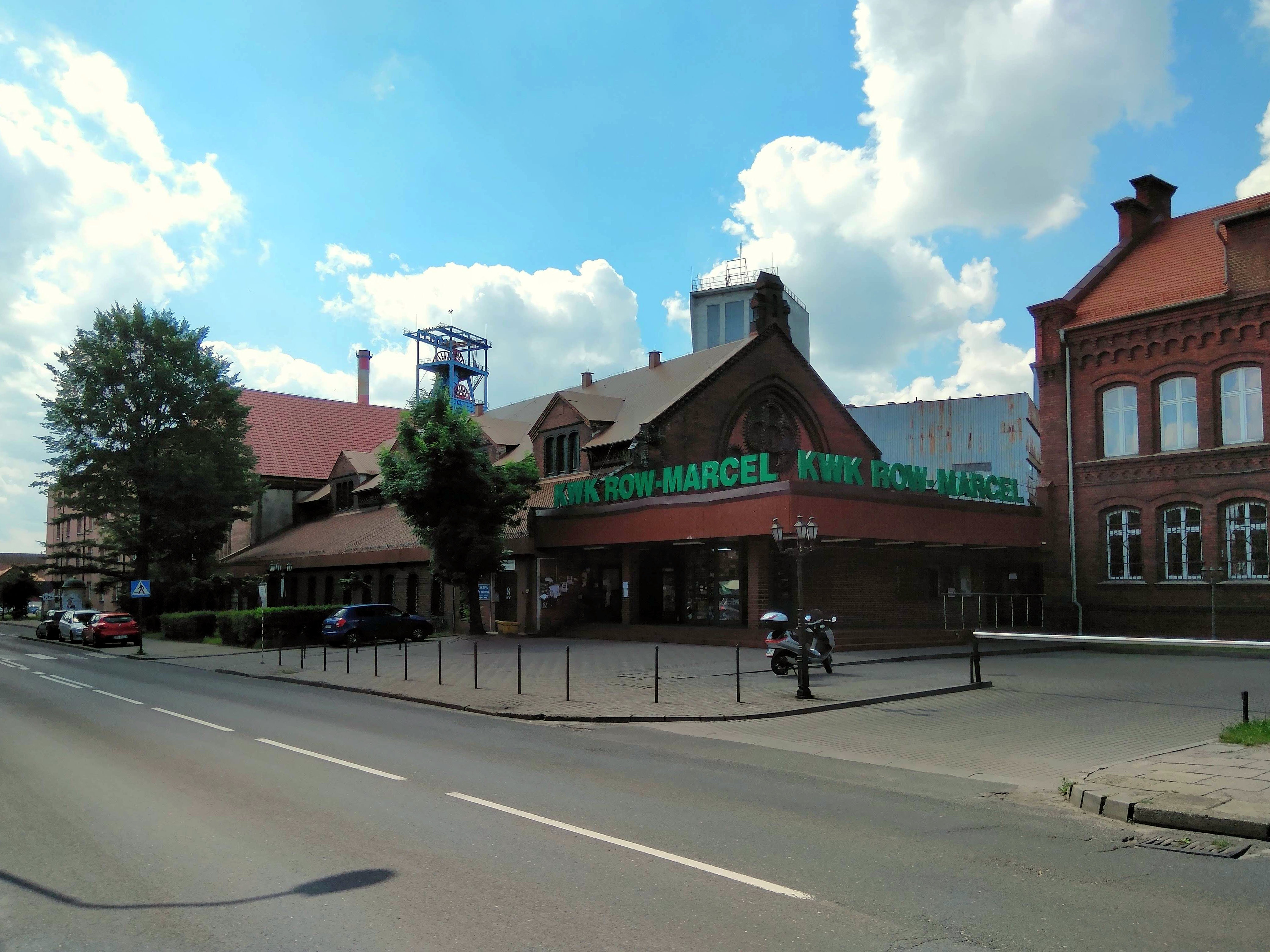
Brama radlińskiej kopalni

W okresie okupacji hitlerowskiej na terenie Radlina funkcjonował obóz jeniecki dla żołnierzy Armii Czerwonej, ulokowany w miejscu dzisiejszego boiska przy ul. Mariackiej. Zakwaterowani w tym miejscu jeńcy pracowali głównie w lokalnej kopalni. Wielu z nich pochowano na terenie biertułtowskiego cmentarza.
W wyniku działań wojennych, Radlin, jako ważny ośrodek górniczej aglomeracji, nie ucierpiał tak bardzo, jak chociażby sąsiedni Wodzisław Śląski. Mimo tego miały miejsce lokalne zrywy, a nawet bitwy. Do najsłynniejszej doszło w rejonie rolniczej dzielnicy Głożyny (tzw. "Bój w Głożynach" lub "Festung Glazin"), gdzie dziś znajduje się pamiątkowy obelisk.
Do największej tragedii w czasie II wojny światowej doszło w okolicach nieczynnego szybu „Reden”, który był miejscem nazistowskiego mordu na mieszkańcach terenów ziemi rybnicko-wodzisławskiej. W latach 1939–1945 hitlerowcy wrzucali żywcem do nieczynnego szybu pojmane osoby z okolicznych terenów. W miejscu tragedii dziś znajduje się pomnik upamiętniający tamte wydarzenia, oraz park miejski.

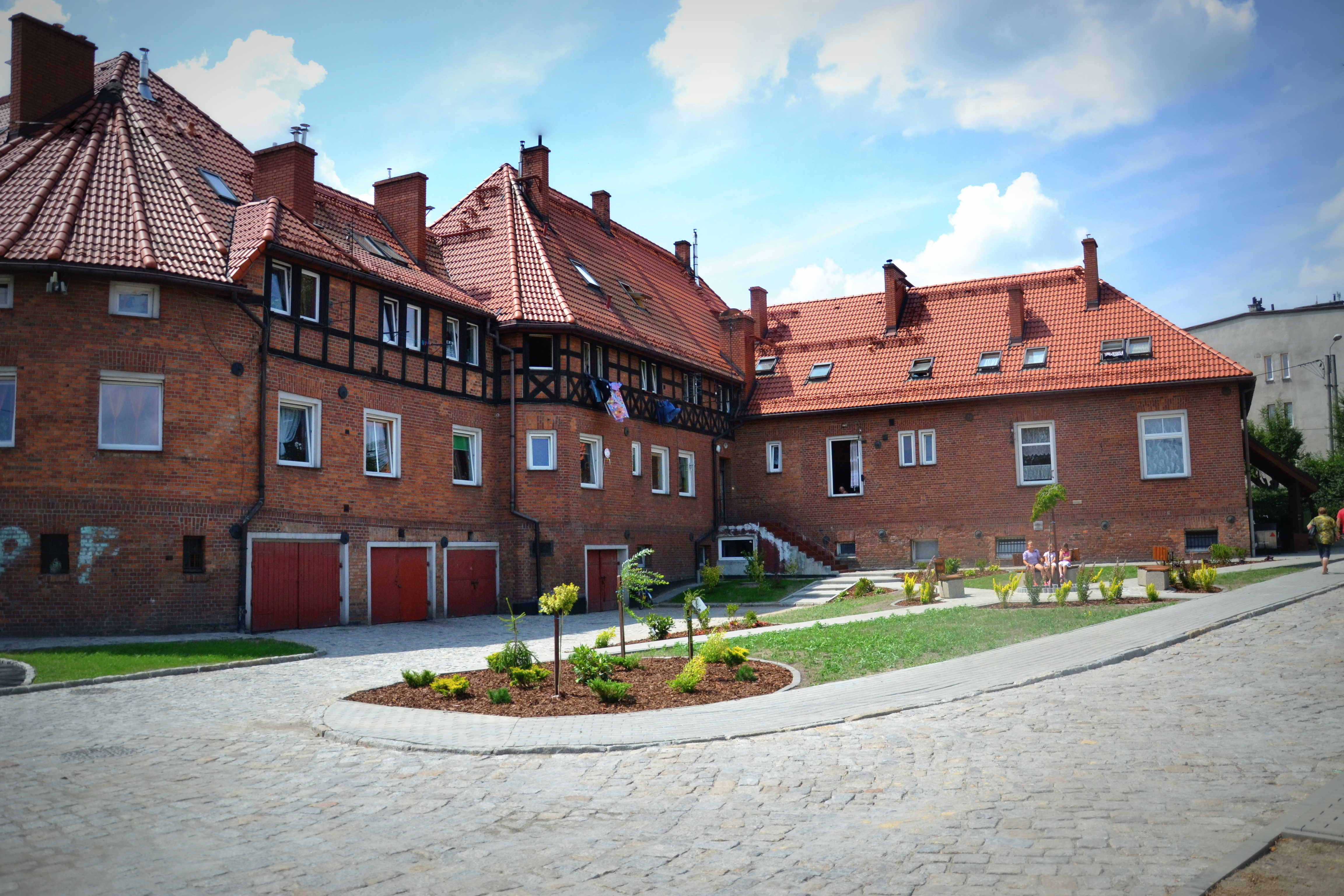
Budynki Kolonii Emma w Radlinie

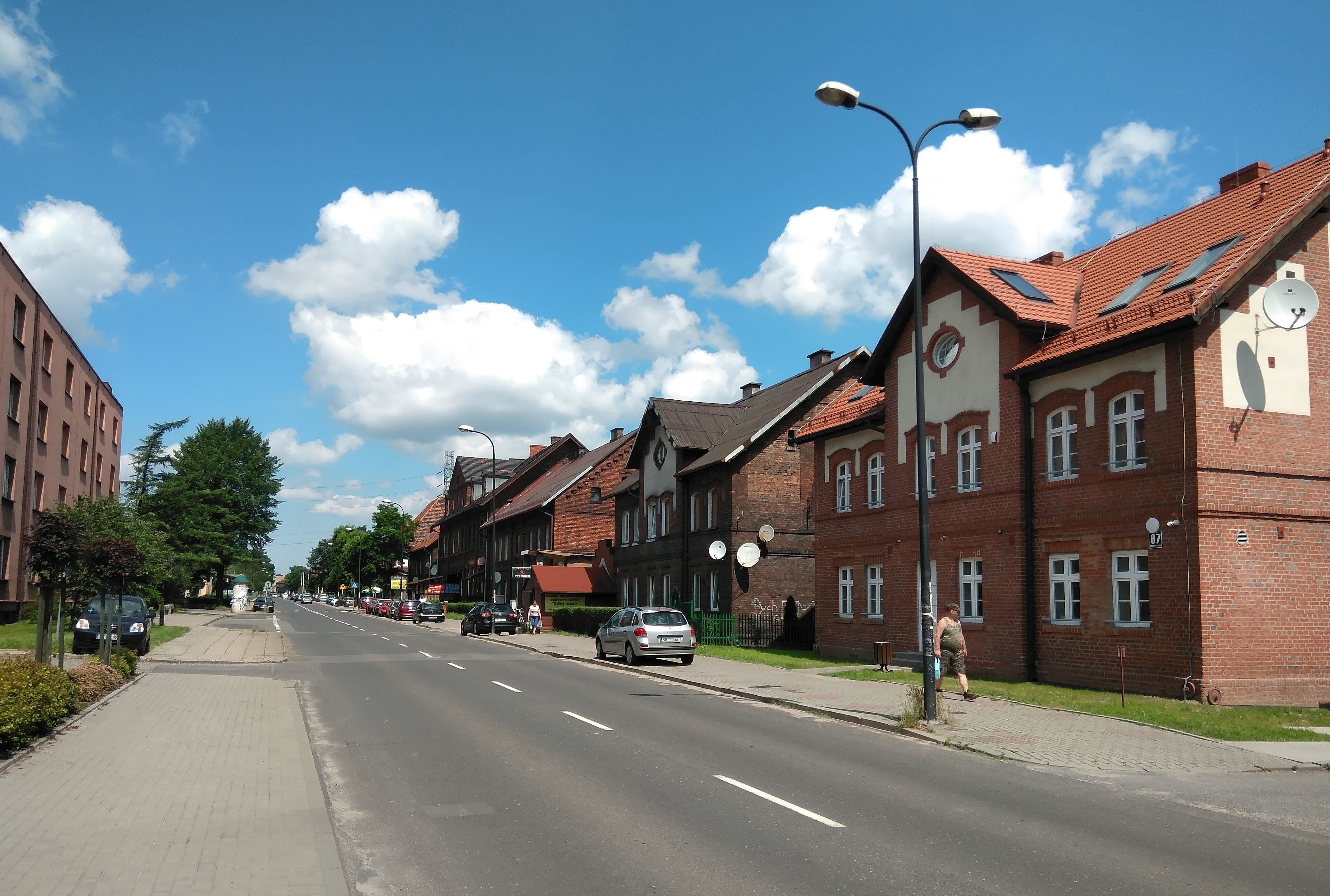
Ulica W. Korfantego w Radlinie (Kolonia Emma w Radlinie)

W marcu 1945 r. Armia Czerwona toczy na ziemi rybnicko-wodzisławskiej krwawe boje z cofającymi się Niemcami. Widząc sytuację na froncie, Niemcy planują początkowo unieruchomienie kopalni. Jedna zdecydowana cześć załogi w okresie walk w marcu 1945 roku, zdecydowała się nie opuszczać stanowisk pracy. 27 marca Radlin został zajęty przez Rosjan. Trzy dni później żołnierze sowieccy wysiedlili większość ludności Kolonii Emma. Pomieszczenia w kamienicach radlińskiego osiedla zajął sztab 38 Armii Czerwonej – siły bojowej IV Frontu Ukraińskiego. Rosyjski pisarz, poeta, dramaturg i korespondent wojenny Konstantin Michajłowicz Simonow tak opisał ówczesną wizytę w Radlinie: „Powietrze pełne było pyłu węglowego, wszędzie napotykaliśmy jeziorka węglowe o czarnej brudnej wodzie. Także gleba była czarna. Pejzaż był ponury. [...] Murowany budynek typu koszarowego z czerwonej cegły (tam kwaterował Simonow) choć z zewnątrz ponury, ale jak wiele niemieckich domów mieszkalnych, wewnątrz był bardzo przytulny [...]. Kopalnia i koksownia funkcjonowały”.
Po miesiącu stacjonowania w Kolonii Emma Armii Czerwonej przystąpiono do odbudowy zniszczonej infrastruktury, uruchomienia administracji oraz szkolnictwa. Już 2 kwietnia 1945 radlińska kopalnia wydobyła pierwsze 115 ton węgla.
W Polsce Ludowej
W 1945 naczelnikiem gminy zostaje przedwojenny wójt Radlina, Karol Brandys, były oficer Wolska Polskiego. W referendum w 1946 zdecydowana większość mieszkańców (90% społeczności Radlina) opowiedziała się przeciw narzuconym propozycjom dotyczącym zniesienia Senatu, unarodowienia gospodarki i wyznaczeniu nowej granicy kraju. Po wojnie znacząco zwiększa się liczba ludności w Radlinie: na początku lat 30 XX wieku mieszkało w Radlinie 8876 mieszkańców, z kolei w 1946 było ich już 14 031.
1 maja 1949 nazwa radlińskiej kopalni zostaje zmieniona z „Emma” na „Marcel”, dla upamiętnienia lokalnego działacza związkowego i lewicowego, Józefa Kolorza (pseudonim „Marcel”).
W wyniku wzrostu liczby mieszkańców Radlina, miejscowość otrzymała prawa miejskie 13 listopada 1954. Oprócz działalności przemysłowej, Radlin staje się ważnym ośrodkiem na sportowej mapie Polski. W 1951 sekcja piłkarska klubu sportowego związany z radlińską kopalnią (Górnik Radlin) uzyskuje tytuł Wicemistrza I Ligi Krajowej. Na bazie tradycji przedwojennego „Sokoła” w miejscowości zaczyna funkcjonować ośrodek przygotowań olimpijskich dla gimnastyków. Powstają również instytucje użyteczności publicznej: „Dom Kultury”, „Dom Sportu”, przychodnie zdrowia oraz nowe osiedla mieszkaniowe. W 1975 r. Radlin (wraz z Marklowicami, Pszowem, Rydułtowami i Wilchwami) włączono do Wodzisławia Śląskiego.
Po 1989 roku
23 sierpnia 1989 na terenie KWK "Marcel" podpisane zostało porozumienie pomiędzy Międzyzakładowym Komitetem Strajkowym a Dyrektorem Generalnym Wspólnoty Węgla Kamiennego w Katowicach, po akcji strajkowej w kopalniach KWK "Marcel", KWK "Morcinek", KWK "Jowisz" i KWK "Gródziec". W porozumieniach brał udział m.in. Leszek Piotrowski. Na przełomie kwietnia i maja 1990 r. w Radlinie (będącym wówczas dzielnicą Wodzisławia Śląskiego) powstaje Radlińskie Towarzystwo Kulturalne (RTK), skupiające się zarówno na działalności kulturalnej, jak również na postulacie odłączenia się Radlina z Wodzisławia Śląskiego.
W wyniku działań RTK, w 1993 roku podjęto w Wodzisławiu Śl. uchwałę o referendum w sprawie odłączenia się Radlina ze struktur Wodzisławia Śląskiego. Początkowo miało się obyć w lipcu 1993 roku, jednak z powodu problemu z wyznaczeniem granicy nowego Radlina (historyczna granica między Radlinem a Wodzisławiem Śląskim przebiegała już wówczas wzdłuż osiedli mieszkaniowych przy ul. Piastów i XXX-lecia w Wodzisławiu) odbyło się dopiero w czerwcu 1994. Nie przyniosło ono wówczas jednak rozstrzygnięcia - zabrakło 2,55% głosów. Mieszkańcy terenów dawnych gmin Biertułtowy, Głożyny i Obszary zdecydowanie poparli odłączenie, jednak mieszkańcy dawnych dzielnic dzielnicy Radlin Dolny i Górny (obecnie Radlin II), w większości zdecydowali o pozostaniu w Wodzisławiu Śląskim. Zdecydowano się wytoczyć nową granicę między miastami, w wyniku której Radlin II pozostałby w Wodzisławiu Śląskim. W referendum, które zorganizowano we wrześniu 1994 roku zaakceptowano nową granicę. 
1 stycznia 1997 r. Radlin został odłączony od Wodzisławia Śląskiego, jednak dzielnice Radlin Dolny i Górny, tworzące razem tzw. Radlin II, pozostały w granicach administracyjnych Wodzisławia. W latach 1997–1998, już jako ponownie niezależne miasto, Radlin administracyjnie należał do województwa katowickiego (następnie śląskiego).
W 2014 r. w Radlinie uruchomiono pierwszą w przemysłowej części Górnego Śląska tężnię.

## Architektura

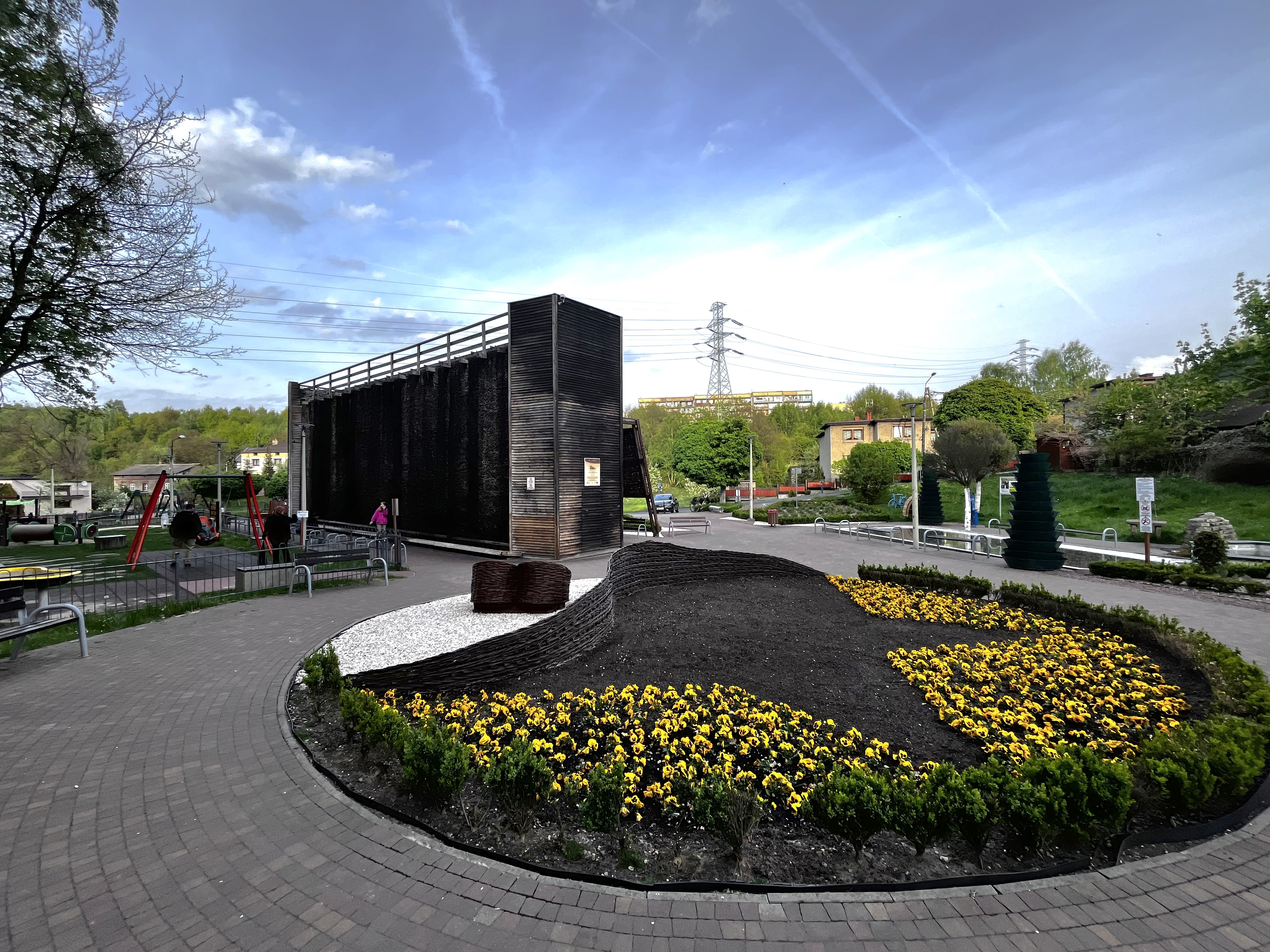
Tężnia w Radlinie

- Wieża wyciągowa szybu Wiktor, dawniej Mauve
- Wieża wyciągowa szybu Antoni, dawniej Grundman
- Willa Dyrektora Wachsmanna, projektu Williama Müllera[37]
- Budynek dawnej siedziby Rybniker Steinkohlen Gewerkschaft (Rybnickiego Gwarectwa Węglowego) przy ul. Rogozina 52[38]
- Kolonia Emma w Radlinie
- Kościół parafialny pod wezwaniem Wniebowzięcia NMP z 1926 r. w stylu neobarokowym
- Tężnia w Radlinie[39]
- Zabytkowa kapliczka Św. Jana Nepomucena z datą „1719” (data prawdopodobnie nie jest datą postawienia kapliczki, 1719 to data ekshumacji zwłok Świętego związana z procesem beatyfikacyjnym. Beatyfikacja Świętego miała miejsce w 1721 roku, zaś kanonizacja w 1729[40])
- Pomnik Matki z Dziećmi, z 2012 roku, autorstwa Henryka Fojcika
- Pomnik Ofiar Szybu Reden[41]
- Pomnik Powstańców Śląskich w Radlinie[42]

## Gospodarka

### Przemysł

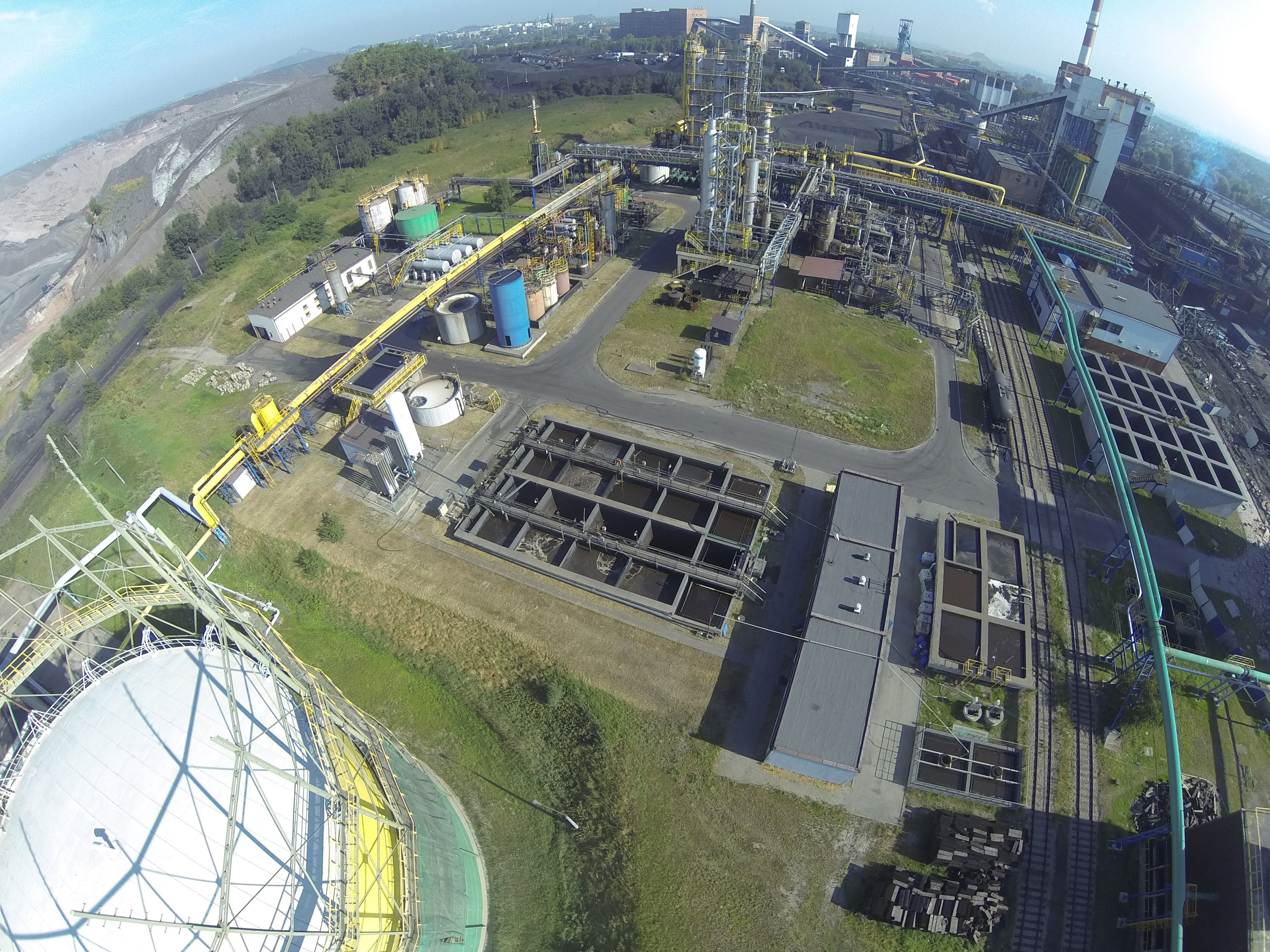
Koksownia Radlin

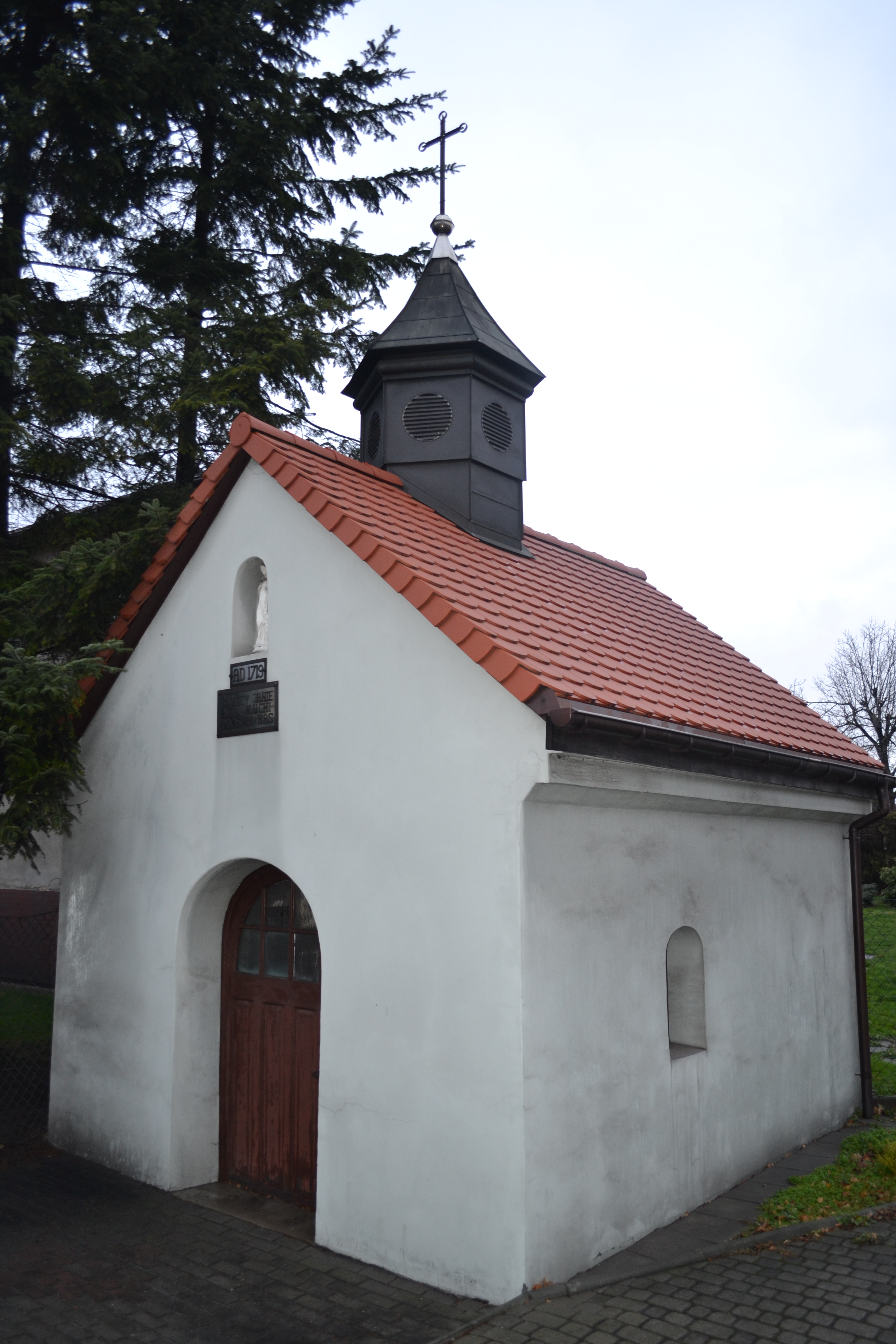
Zabytkowa kapliczka Św. Jana Nepomucena z datą „1719”

- Kopalnia Węgla Kamiennego Marcel
- Koksownia Radlin
- Elektrociepłownia Marcel

### Handel i usługi
Wraz z rozwojem urbanistycznym gmin wchodzących w skład dzisiejszego miasta Radlin, głównie Biertułtów i Obszar, oraz rozwojem przemysłu górniczego, charakter miasta zmieniał się z rolniczego na przemysłowo-usługowy. Wpłynęło to również na handel i usługi. Od drugiej połowy XIX wieku w centrum Biertułtów funkcjonować zaczyna gospoda „Wollner Gasthaus Inhaber Wilhelm Mrosek” która była ważnym ośrodkiem nie tylko usługowym, ale i kulturalnym gminy i regionu. Od 1897 następuje szybki rozwój budownictwa w okolicy dzisiejszej kopalni „Marcel”, głównie w obrębie Kolonii Emma, na terenie której funkcjonować zaczął konsum kopalniany. Główny plac targowy znajdował się wówczas na terenie dzisiejszego Parku im. Leopolda Zarzeckiego w Biertułtowach.
Drugim etapem rozwoju sfery handlowej i usługowej to przełom lat 70. i 80., kiedy to w dzielnicy Radlin powstają punkty handlowe w ramach sieci sklepów górniczych (tzw. „sklepy G.”)
Przełom ustrojowy po 1989 umożliwił większą swobodę zakładania działalności gospodarczej, co znacząco wpłynęło na zwiększenie punktów drobnego handlu i usług. Oprócz lokalnych przedsiębiorców na terenie miasta zaczynają funkcjonować supermarkety oraz dyskonty.

## Transport
- Droga krajowa nr 78 (Chałupki – Wodzisław Śląski – Radlin – Rybnik – Gliwice – Tarnowskie Góry – Zawiercie – Jędrzejów – Chmielnik)

W Radlinie znajduje się przystanek kolejowy Radlin Obszary z którego odjeżdżają pociągi Kolei Śląskich w kierunku Rybnika i Wodzisławia Śląskiego. W mieście jest również towarowa stacja kolejowa Radlin Marcel, obsługująca wyłącznie ruch towarowy z KWK i EC Marcel i Koksowni Radlin. Najbliższa stacja kolejowa z międzynarodowymi połączeniami kolejowymi znajduje się w Wodzisławiu Śląskim.
- Linia kolejowa nr 158 (Rybnik Towarowy – Radlin Obszary – Wodzisław Śląski – Chałupki)

## Kultura

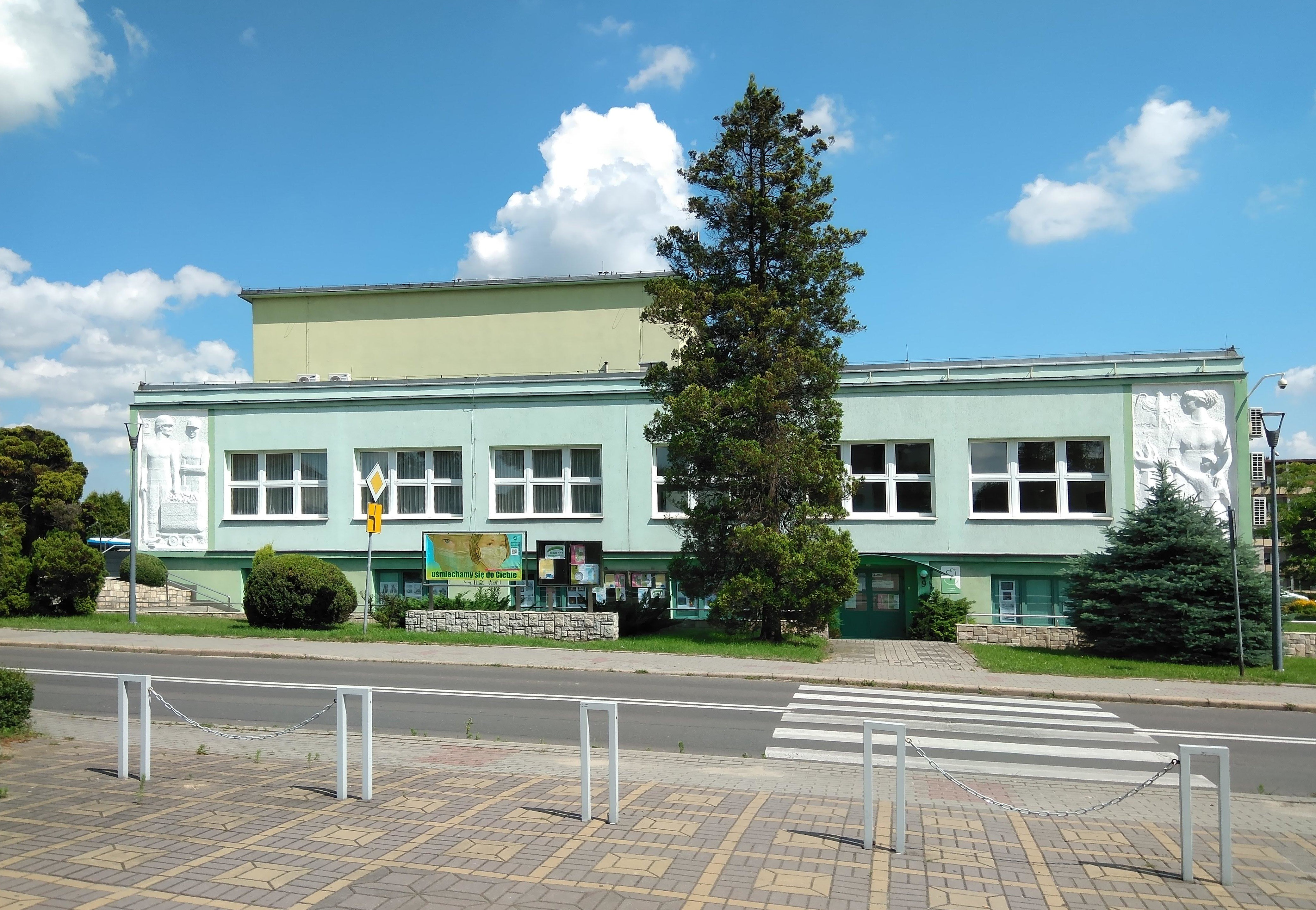
Miejski Ośrodek Kultury

Tradycje działalności na niwie kultury w Radlinie, sięgają czasów przełomu XIX i XX w. Ważną postacią dla krzewienia działalności kulturalnej w Radlinie, był Leopold Zarzecki, założyciel Związku Katolickich Robotników im. św. Józefa i Towarzystwa Młodzieży Polskiej „Eleusis”.
W latach 60. w Radlinie powstaje Zakładowy Dom Kultury przy KWK „Marcel”, późniejszy Miejski Ośrodek Kultury w Radlinie. W 1990 r. w Radlinie powstaje Radlińskie Towarzystwo Kulturalne, początkowo jako forma protestu przeciwko planom przeznaczenia Domu Kultury na cele handlowe i chęć poprawy sytuacji życia kulturalnego na terenie Radlina. Po odłączeniu się Radlina ze struktur Wodzisławia Śląskiego powstają kolejne organizacje kulturalne na terenie miasta, m.in. Stowarzyszenie Kobiet Aktywnych w Radlinie, Radlińska Przystań, Stowarzyszenie SZOK, czy Stowarzyszenie Młody Radlin
Organem prasowym radlińskiego samorządu jest miesięcznik „Biuletyn Radlin”. Oprócz tego w mieście wydawane są czasopisma „Wici” (wyd. Radlińskie Towarzystwo Kulturalne), „wARTo!” (wyd. Miejski Ośrodek Kultury), oraz prasa wyznaniowa (parafialna).

## Edukacja

### Przedszkola

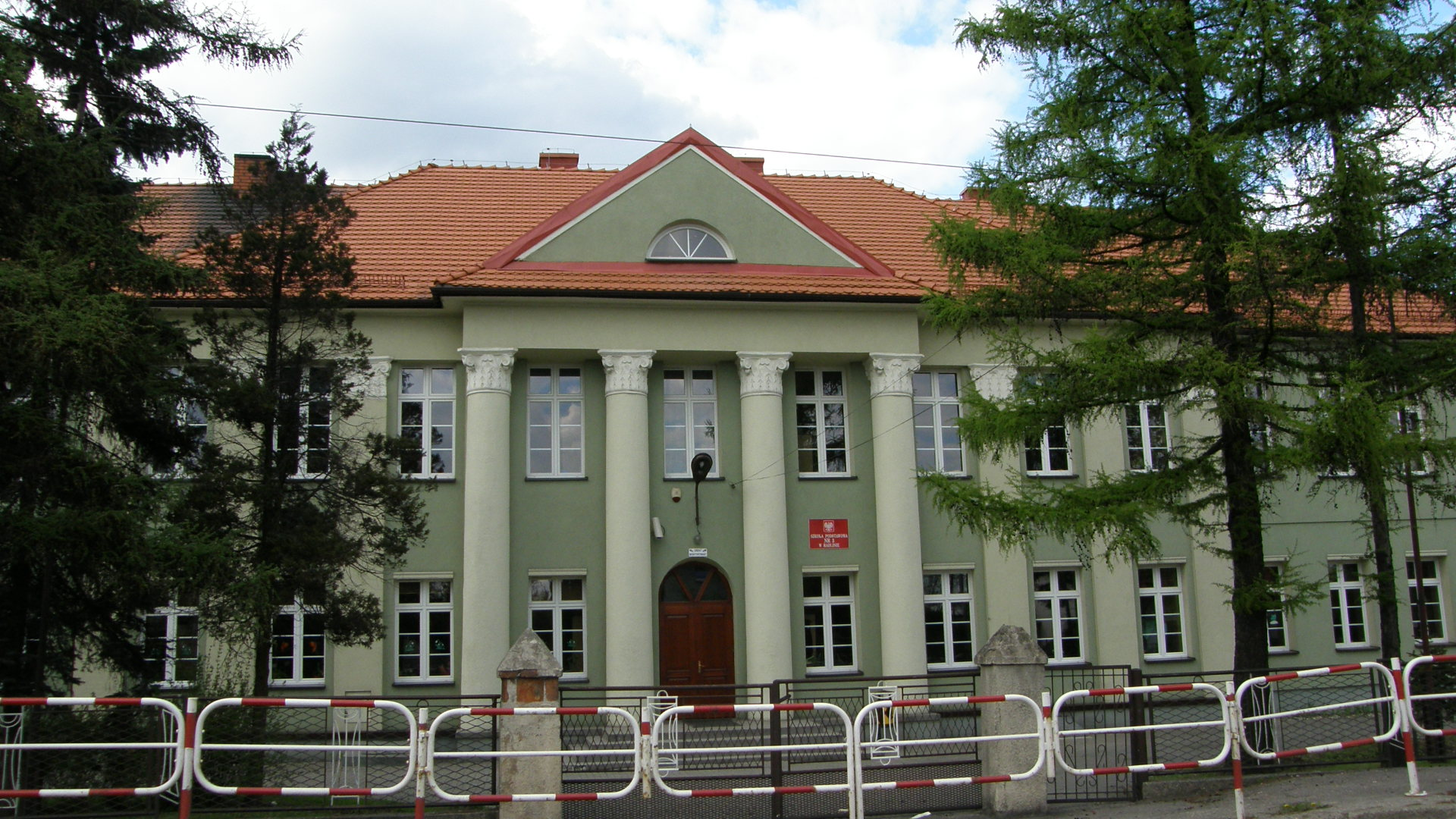
Szkoła Podstawowa nr 3

- Przedszkole Publiczne nr 1 im. Gromadki Misia Uszatka[53]
- Przedszkole Publiczne nr 2
- Przedszkole Publiczne nr 3 im. Akademii Wesołych Bajtli[54]

### Szkoły podstawowe
- Szkoła Podstawowa nr 1 im. Adama Mickiewicza[55]
- Sportowa Szkoła Podstawowa nr 2 im. Komisji Edukacji Narodowej[56]
- Szkoła Podstawowa nr 3 im. Ziemi Radlińskiej[57]
- Szkoła Podstawowa nr 4 im. Gustawa Morcinka[58]

### Szkoły ponadpodstawowe
- Branżowa Szkoła I stopnia w Radlinie (dawna Zasadnicza Szkoła Górnicza)[59]

### Inne
- Ognisko Pracy Pozaszkolnej w Radlinie[60]
- Świetlica Środowiskowa w Radlinie[61]

## Wspólnoty wyznaniowe

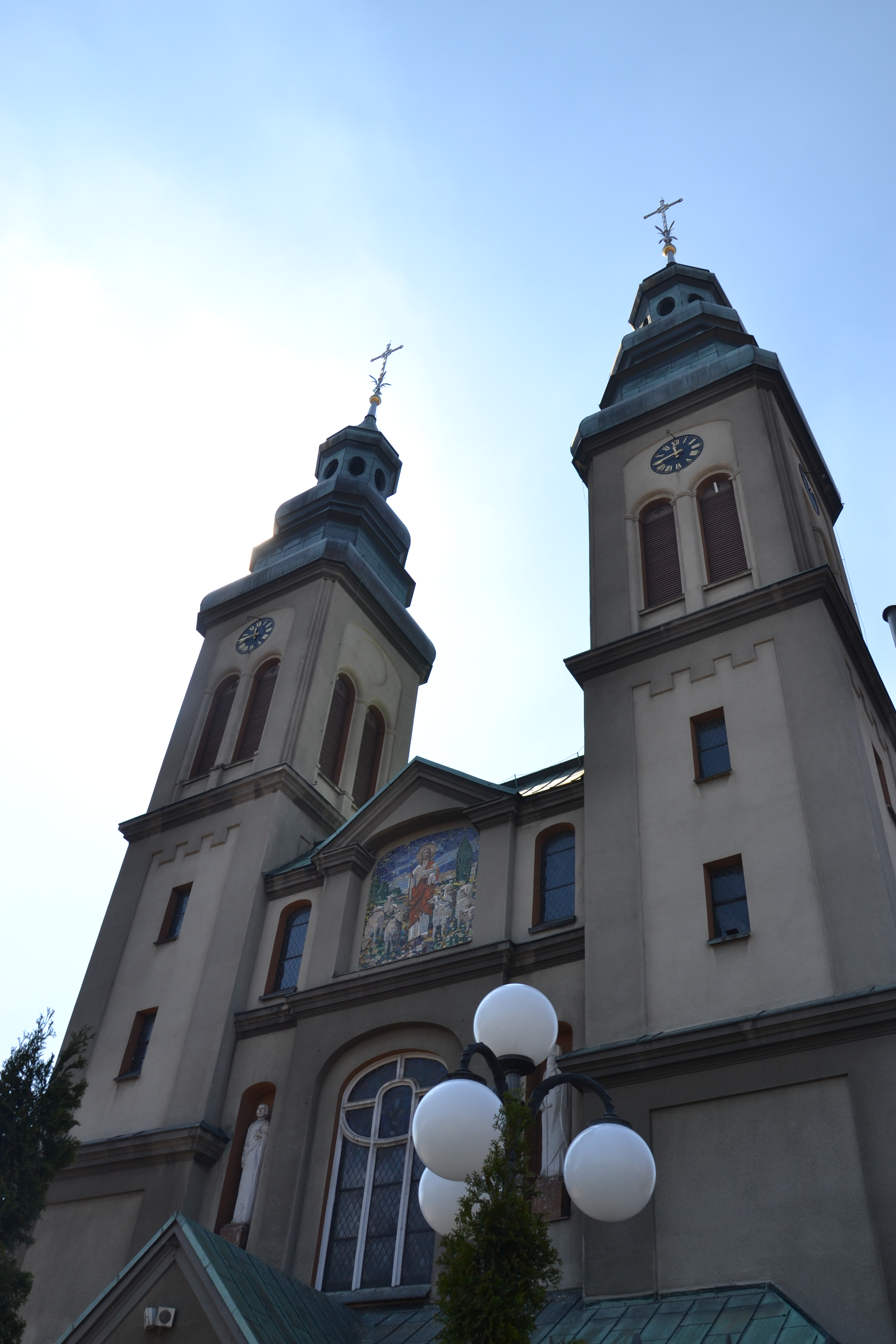
Kościół pw. Wniebowzięcia NMP

Na terenie Radlina znajdują się dwa kościoły rzymskokatolickie;
- Parafia Wniebowzięcia Najświętszej Maryi Panny w Radlinie-Biertułtowach
- Parafia Niepokalanego Serca Maryi w Radlinie-Głożynach

Oprócz tych parafii teren Radlina obejmują parafie znajdujące się już poza granicami miasta Radlin:
- parafia św. Marii Magdaleny w Wodzisławiu Śląskim
- Parafia Bożego Ciała i św. Barbary w Rybniku

Oprócz parafii rzymskokatolickich na terenie Radlina działa także Społeczność Chrześcijańska „Opoka” Kościoła Ewangelicznych Chrześcijan

## Sport

### Kluby i stowarzyszenia sportowe
- Siatkarski Klub Górnik Radlin – siatkówka
- Klub Sportowy Górnik Radlin – piłka nożna i pływanie
- Towarzystwo Szermierzy Górnik Radlin – szermierka
- Uczniowski Klub Sportowy Trójka Radlin – szermierka[63]
- Stowarzyszenie Dalekowschodnich Sztuk Walki „Tao”
- Uczniowski Klub Sportowy „Ronin”
- Radlińskie Towarzystwo Przyjaciół Szermierki
- PTTK Oddział Radlin
- Klub Gimnastyczny „Radlin”

### Osiągnięcia sportowe
Z Radlinem związane są nazwiska dwudziestu Olimpijczyków, którzy pochodzili bądź trenowali w radlińskich klubach sportowych. Przede wszystkim reprezentując Klub Sportowy Górnik Radlin oraz Klub Gimnastyczny „Radlin”, którego obiekt gimnastyczny pełnił również rolę Ośrodka Przygotowań Olimpijskich.
Radlińscy Olimpijczycy:
– Jan Deutschmanek, gimnastyk, uczestnik Igrzysk Olimpijskich w Amsterdamie (1928)
– Paweł Gaca, gimnastyk, uczestnik Igrzysk Olimpijskich w Helsinkach (1952)
– Janina Kurzanka-Bartoniek, gimnastyczka, uczestniczka Igrzysk Olimpijskich w Helsinkach (1952)
– Ryszard Kucjas, gimnastyk, uczestnik Igrzysk Olimpijskich w Helsinkach (1952)
– Paweł Gawron, gimnastyk, uczestnik Igrzysk Olimpijskich w Helsinkach (1952)
– Jerzy Krasówka, piłkarz, uczestnik Igrzysk Olimpijskich w Helsinkach (1952)
– Paweł Sobek, piłkarz, uczestnik Igrzysk Olimpijskich w Helsinkach (1952)
– Alfred Kucharczyk, gimnastyk, uczestnik Igrzysk Olimpijskich w Rzymie (1960), w Tokio (1964) i w Meksyku (1968)
– Ernest Hawełek, gimnastyk, uczestnik Igrzysk Olimpijskich w Rzymie (1960), i w Tokio (1964)
– Wilhelm Kubica, gimnastyk, uczestnik Igrzysk Olimpijskich w Tokio (1964), w Meksyku (1968) i w Monachium (1972)
– Mikołaj Kubica, gimnastyk, uczestnik Igrzysk Olimpijskich w Tokio (1964), w Meksyku (1968) i w Monachium (1972)
– Sylwester Kubica, gimnastyk, uczestnik Igrzysk Olimpijskich w Meksyku (1968), w Monachium (1972) i w Montrealu (1976)
– Jerzy Kruża, gimnastyk, uczestnik Igrzysk Olimpijskich w Meksyku (1968) i w Monachium (1972)
– Alfons Andrzej Stawski, bokser, uczestnik Igrzysk Olimpijskich w Monachium (1972)
– Marian Pieczka, gimnastyk, uczestnik Igrzysk Olimpijskich w Montrealu (1976)
– Zbigniew Kicka, bokser, uczestnik Igrzysk Olimpijskich w Montrealu (1976)
– Andrzej Biegalski, bokser, uczestnik Igrzysk Olimpijskich w Montrealu (1976)
– Leszek Bandach, szermierz, uczestnik Igrzysk Olimpijskich w Seulu (1988)
– Leszek Blanik, gimnastyk, uczestnik Igrzysk Olimpijskich w Sydney (2000) i w Pekinie (2008)
– Piotr Gabrych, siatkarz, uczestnik Igrzysk Olimpijskich w Atenach (2004)
Sukcesy krajowe:
- siatkówka: SK Górnik Radlin, grał w sezonach 1996/2000 w I Lidze Serii „A” oraz w sezonie 2004/2005 w Polskiej Lidze Siatkówki[65].
- piłka nożna: Górnik Radlin, występy w I lidze w latach 1948 (jako KS Górnik Radlin-Niedobczyce[66]), 1950–55, 1957, 1959; 2. miejsce w l lidze w sezonie 1951.
- szermierka: Towarzystwo Sportowe Górnik Radlin: Wicemistrzostwo Polski Seniorek w Szpadzie (Dominika Mosler), 2013[67], Wicemistrzostwo Polski Juniorów Młodszych, 2015[68]

### Obiekty sportowe
Stadion MOSiR-u w Radlinie
- Pojemność – 1000 miejsc[69]
- Oświetlenie – brak
- Wymiary boiska 105 × 67 m

MOSiR Radlin –
- Duża sala (na sali swoje mecze ligowe rozgrywa SK Górnik Radlin)
- Mała sala (na parkiecie są wymalowane pola do szermierki)
- Duży basen
  - Wymiary 25 × 12,5 m
  - Głębokość od 1,85 m do 1,3
  - 6 torów pływackich
  - Zjeżdżalnia wodna długości 80 m
- Mały basen

Obiekt Gimnastyczny im. Leszka Blanika (tzw. „Sokolnia”)

## Organizacje pozarządowe
Działalność społeczna:
- Stowarzyszenie Biuro Porad Obywatelskich w Radlinie (działające w latach 2003–2017)[73]
- Stowarzyszenie Kobiet Aktywnych w Radlinie
- Stowarzyszenie „Młody Radlin”
- Harcerski Krąg Seniora w Radlinie
- Stowarzyszenie na rzecz Dzieci i Młodzieży „Tęcza”
- Stowarzyszenie Aktywni Społecznie
- Stowarzyszenie Integracji i Rozwoju” Dobre Anioły”

Przedsiębiorczość:
- Forum Firm z siedzibą w Radlinie[74]

Bezpieczeństwo:
- Ochotnicza Straż Pożarna w Biertułtowach
- Ochotnicza Straż Pożarna w Głożynach

## Honorowi Obywatele Radlina
- Wiktor Bugla[75] – poeta, prozaik, regionalista, tłumacz wierszy Josepha von Eichendorffa[76]
- Kazimiera Drewniok-Woryna – malarka i autorka książek, związana z zespołem Malarskim Twórców Nieprofesjonalnych “Oblicza”[76]
- Lucyna Szłapka - pedagog, regionalistka, kultywująca tradycje górnośląskie[77][78]
- Martyna Kliszewska - aktorka teatralna, filmowa i telewizyjna, oraz malarka[77][78]
- Henryk Brachmański - historyk, nauczyciel, wieloletni pracownik oświatowy[79][77]

## Miasta partnerskie
Radlin podpisał umowy partnerskie z miastami:
- Genthin (Niemcy)[80]
- Mohelnice (Czechy)[81]
- Rohatyn (Ukraina)[82][83]

## Ciekawostki
- Radlińska hałda (przy kopalni „Marcel”) widnieje na okładce płyty „Necrocosmos” metalowej grupy Gallileous[84][85]
- Hałda w Radlinie posłużyła również za plener w teledysku Artura Rojka pt „Sportowe Życie”[86] promującego płytę „Kundel”[87]